# Stanislas Merhar
Stanislas Merhar (Parigi, 23 gennaio 1971) è un attore francese.

## Biografia
Di padre sloveno e madre francese, diplomato in pianoforte, prima di dedicarsi al cinema è stato pianista.

## Filmografia

### Cinema
- Nettoyage à sec, regia di Anne Fontaine (1997)
- La lettera (La Lettre), regia di Manoel de Oliveira (1999)
- Furia, regia di Alexandre Aja (1999)
- Les savates du bon Dieu, regia di Jean-Claude Brisseau (2000)
- La Captive, regia di Chantal Akerman (2000)
- Franck Spadone, regia di Richard Bean (2000)
- I cavalieri che fecero l'impresa, regia di Pupi Avati   (2001)
- Nobel, regia di Fabio Carpi (2001)
- Courtes histoires de train, regia di François Aunay - cortometraggio (2002)
- Un mondo quasi sereno (Un monde presque paisible), regia di Michel Deville (2002)
- Adolphe, regia di Benoît Jacquot (2002)
- Merci Docteur Rey, regia di Andrew Litvack (2002)
- L'Enfance de Catherine, regia di Anne Baudry - cortometraggio (2003)
- Un fil à la patte, regia di Michel Deville (2005)
- Code 68, regia di Jean-Henri Roger (2005)
- Müetter, regia di Dominique Lienhard (2006)
- L'héritage, regia di Géla Babluani, Temur Babluani (2006)
- All'ombra delle donne (L'Ombre des femmes), regia di Philippe Garrel (2015)
- Madame, regia di Amanda Sthers (2017)
- Rogue City (Bronx), regia di Olivier Marchal (2020)
- Maria, regia di Jessica Palud (2024)
- Dossier 137, regia di Dominik Moll (2025)

### Televisione
- Il conte di Montecristo (Le Comte de Monte Cristo), regia di Josée Dayan - miniserie TV (1998)
- Chambre n° 13 - serie TV, 1 episodio (1999)
- Zaïde, un petit air de vengeance - film TV (2001)
- Kelif et Deutsch à la recherche d'un emploi - serie TV (2003)
- Milady - film TV (2004)
- Fred Vargas: Crime Collection (Fred Vargas Collection) - serie TV, 2 episodi (2009-2010)

## Doppiatori italiani
- Francesco Pezzulli in Il conte di Montecristo
- David Chevalier in I cavalieri che fecero l'impresa
- Roberto Gammino in Rogue One